# دیزنی بینهایت ۳٫۰
دیزنی بی‌نهایت ۳٫۰ (به انگلیسی: Disney Infinity 3.0) یک بازی ویدیویی اکشن-ماجراجویی با گیم‌پلی غیرخطی است. این بازی توسط استودیو دیزنی اینتراکتیو برای مایکروسافت ویندوز، پلی‌استیشن ۳، پلی‌استیشن ۴، وی یو، اکس‌باکس ۳۶۰، اکس‌باکس وان و اپل تی‌وی منتشر شده‌است و قسمت سوم و نهایی این سری بازی‌هاست. این بازی توسط شرکت آوالانچه سافت‌ور نوشته شده و در قسمت‌هایی از کمک شرکت‌های نینجا تئوری، استودیو گوبو، سومو دیجیتال و یونایتد فرانت استفاده شد. دیزنی بی‌نهایت ۲٫۰ بر شخصیت‌های مارول متمرکز شده، در قسمت سوم تمرکز بر سری جنگ ستارگان است. ساخت بازی در تاریخ ۵ مه سال ۲۰۱۵ اعلام شد و در تاریخ ۲۸ اوت سال ۲۰۱۵ در اروپا و در ۳۰ اوت سال ۲۰۱۵ در شمال آمریکا منتشر شد.